# Байтимеров, Рамазан Муллагалиевич
Рамазан Муллагалиевич Байтимеров (тат. Рамазан Муллагали улы Байтимеров, 5 апреля 1923, Исмагилово, Башкирская АССР — 1989, Лениногорск, Татарская АССР) — татарский поэт, автор текста известного стихотворения и песни «Туган ягым» («Родная сторона» или «Родной край»), которые стали основой действующего Государственного гимна Республики Татарстан (музыка Рустема Яхина).

## Биография
Рамазан Муллагалиевич Байтимеров родился 5 апреля 1923 года в деревне Исмагилово (ныне — Аургазинского района Башкортостана). Окончив семилетнюю школу, уехал в Узбекистан, где получил среднее образование, в Ташкенте в 1941 году окончил годичные учительские курсы учителя.
С осени 1941 года и до последних дней войны — на фронте, в действующей армии. Дважды был контужен и ранен; удостоен боевых наград. Домой вернулся инвалидом.
Учился на отделении татарского языка и литературы Казанского государственного университета. Работал в редакции журнала «Чаян», затем — на республиканском радио и телевидении, а также школьным учителем.
С 1958 года жил в Лениногорске Татарской АССР.

## Творчество
Автор стихотворений и поэм, пьес. В его творчестве нашли место события Великой Отечественной войны, его произведения посвящены родному краю, нефтяникам, в них отражена судьба простых трудящихся. Его пьесы «Светлый путь», «Одинокая Бану», «Песня девона», «Песня урожая», «Живой труп», «Ил-батыр», «Учитель», «Во имя жизни», «За пределами орбиты», «Дипломант», «Салима» пользовались успехом у театралов и читателей.
Первые стихи опубликовал после войны в уфимской газете «Кызыл тан» («Красная Заря»). За годы его активной творческой деятельности увидели свет сборники стихотворений поэта под названиями «Родной край», «Мои крылья», «Вечная молодость», «Мои песни — солдаты».

## Награды
- Орден Отечественной войны II степени (6.4.1985)[1].

## Избранные публикации
- Родной край: стихи и песни. — Казань: Таткнигоиздат, 1982. — 32 с.
- Мои песни — солдаты. — Казань: Таткнигоиздат, 1983. — 56 с.
- Мои крылья: поэмы и стихи. — Казань: Таткнигоиздат, 1986. — 71 с.
- Вечная молодость: двухактная историческая драма. — Бугульма, 1988. — 49 с.